# Neostapfia
Neostapfia és un gènere monotípic de plantes de la subfamília de les cloridòidies, família de les poàcies.
La seva única espècie: Neostapfia colusana (Burtt Davy) Burtt Davy , és originària del sud-oest dels Estats Units.
El gènere va ser descrit per Joseph Burtt Davy i publicat a Erythea 7: 43. 1899.
El nom del gènere va ser atorgat en honor d'Otto Stapf, botànic i distingit agrostòleg.

## Sinonímia
- Anthochloa colusana (Burtt Davy) Scribn.
- Davyella colusana (Burtt Davy) Hack.
- Stapfia colusana Burtt Davy[2]